# BYD Han
El BYD Han (chino: 比亚迪汉) es una serie de sedanes de tamaño completo del segmento E, producidos por el fabricante chino BYD Auto desde 2020. Es un modelo insignia de los vehículos de pasajeros de la serie Dinastía de BYD, el cual recibió su nombre de la dinastía Han, la primera edad de oro del Imperio chino.

## Desarrollo
Desde su introducción ha estado disponible como vehículo eléctrico de batería comercializado como Han EV y otras variantes híbridas enchufables. El Han EV destacó por ser el primer coche chino capaz de acelerar de 0 a 100 km/h (0 a 62 mph) en unos 3 segundos. En 2022, BYD renovó el Han sustituyendo el Han DM híbrido enchufable por dos variantes: el Han DM-i como modelo orientado a la eficiencia y el Han DM-p como modelo orientado al rendimiento.
En 2025, se presentó el Han L, una versión ligeramente más grande con un diseño totalmente nuevo, un equipamiento actualizado y una cadena cinemática más potente. También estaría disponible con tres opciones de motorización: DM-i, DM-p y EV.[cita requerida]

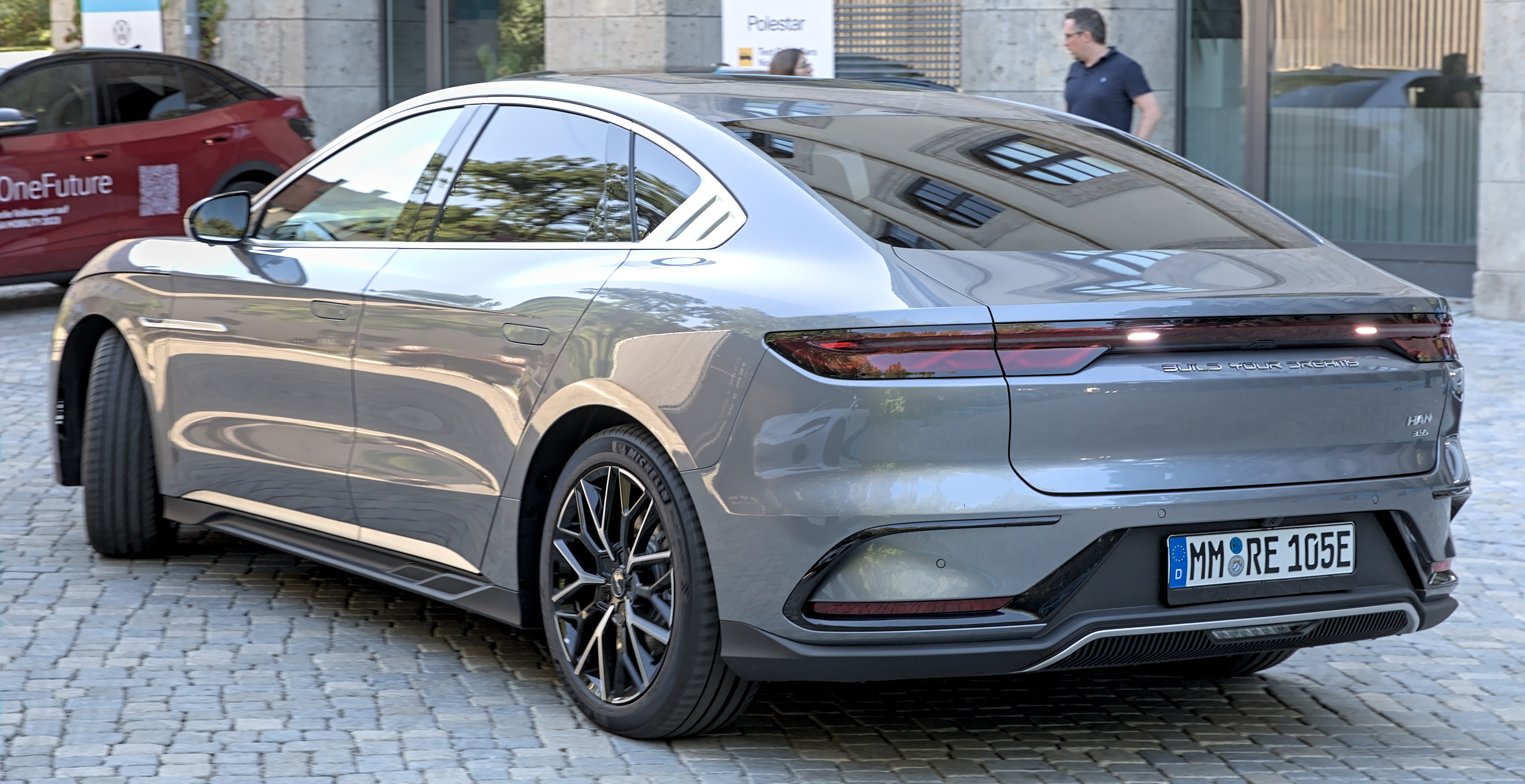
Vista trasera en el Salón del Automóvil de Fráncfort de 2023.
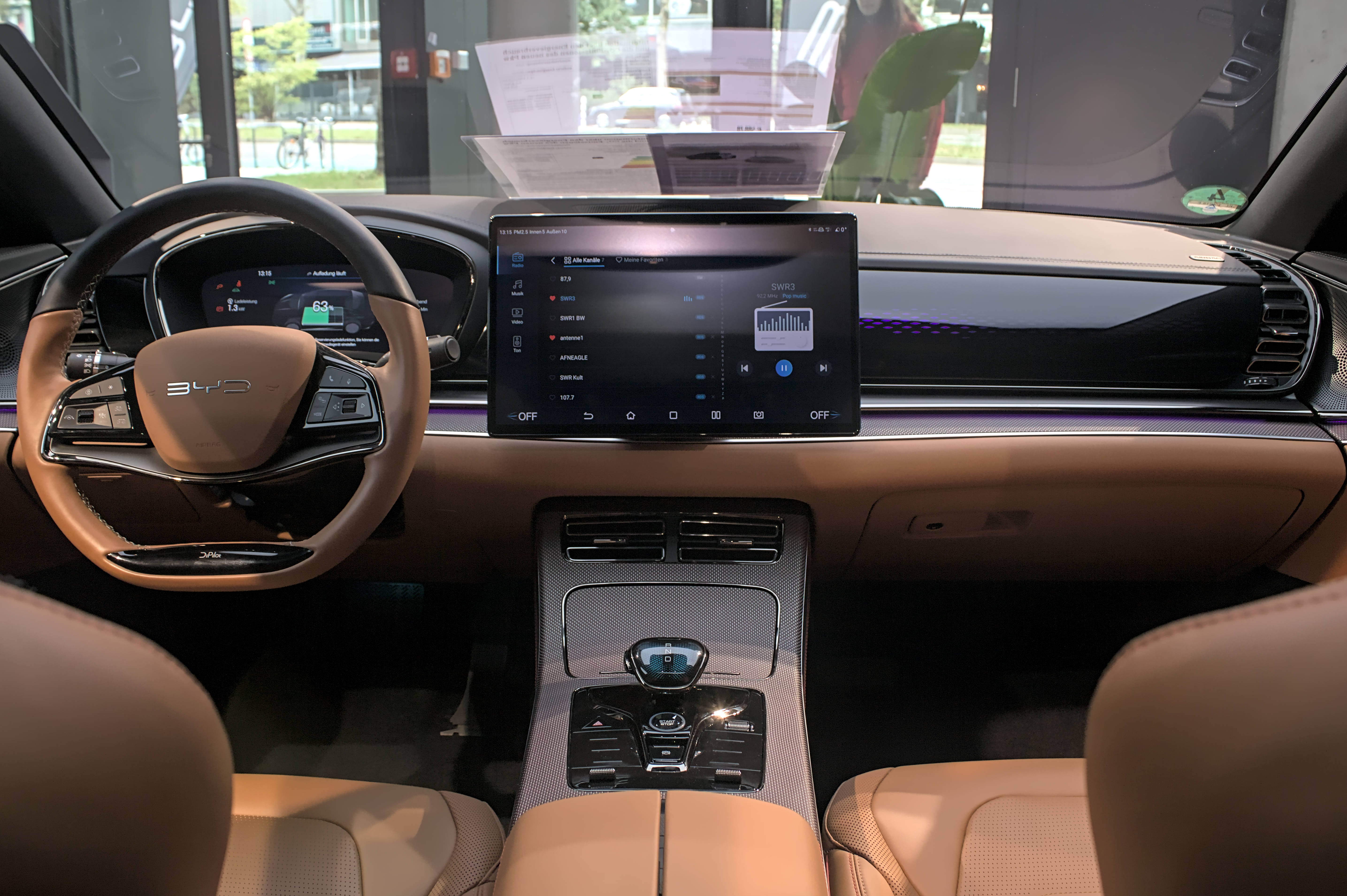
Interior

## Ventas
| Años |         |         |         |
| Años | Han DM  | Han EV  | Total   |
| ---- | ------- | ------- | ------- |
| 2020 | 11,783  | 28,773  | 40,556  |
| 2021 | 30,476  | 87,189  | 117,665 |
| 2022 | 128,524 | 143,938 | 272,462 |
| 2023 | 121,859 | 105,887 | 227,746 |
| 2024 | 141,284 | 87,429  | 228,713 |